# Nadejda Joffé
Nadejda Adolfovna Joffé (ou Nadežda ; en russe : Надежда Адольфовна Иоффе), née le 14 mai 1906 à Berlin et morte le 18 mars 1999 à New York, est une militante trotskiste soviétique.

## Biographie
Fille du révolutionnaire et aussi négociateur avec les Allemands du traité signé à Brest-Litovsk Adolf Joffé, Nadejda Joffé rejoint l'Opposition de gauche, la tendance du Parti communiste de l'Union soviétique animée par Léon Trotski peu après sa constitution en 1923. Elle est exilée une première fois à Krasnoïarsk en 1929. Arrêtée une seconde fois en 1936, elle est envoyée dans les camps de la Kolyma en Sibérie, où son premier mari, Pavel Kossakovski, est tué en 1938. La même année, elle est la dernière personne à témoigner avoir vu Alexandra Sokolovskaïa, la première épouse de Léon Trotski, vivante à Kolyma.
Après la mort de Staline en mars 1953, Nadejda Joffé bénéficie d'une amnistie et revient à Moscou en 1956. Elle rédige ses mémoires, Время назад : Моя жизнь, моя судьба, моя эпоха (Retour dans le temps : ma vie, mon destin et mon époque), sous Brejnev, publiées en 1992. À la fin de sa vie, elle émigre avec sa famille aux États-Unis et s'installe à Brooklyn, à New York. Elle consacre ses dernières années à écrire une biographie de son père.
Décédée le 18 mars 1999 à l'âge de 92 ans à l'hôpital de Brooklyn, elle est enterrée au cimetière de Novodiévitchi, à Moscou.

## Œuvre
- Back in Time : My Life, My Fate, My Epoch. The Memoirs of Nadezhda A. Joffe (traduction anglaise de Время назад : Моя жизнь, моя судьба, моя эпоха, Moscou, 1992), « Labor Publications », 1995.
- Мой отец Адольф Абрамович Иоффе : Воспоминания, документы и материалы, Moscou, 1997.